# Centre historique de Cordoue
Le centre historique de Cordoue, en Andalousie, est l'un des centres historiques les plus grands d'Europe. En 1984, l'Unesco a inscrit la mosquée de Cordoue au patrimoine mondial. Plus tard, en 1994, l'Unesco a étendu cette dénomination à la plus grande partie de la vieille ville de Cordoue.
Le centre historique possède une grande richesse architecturale et conserve de nombreux vestiges de l'époque romaine, arabe et chrétienne.

## Description

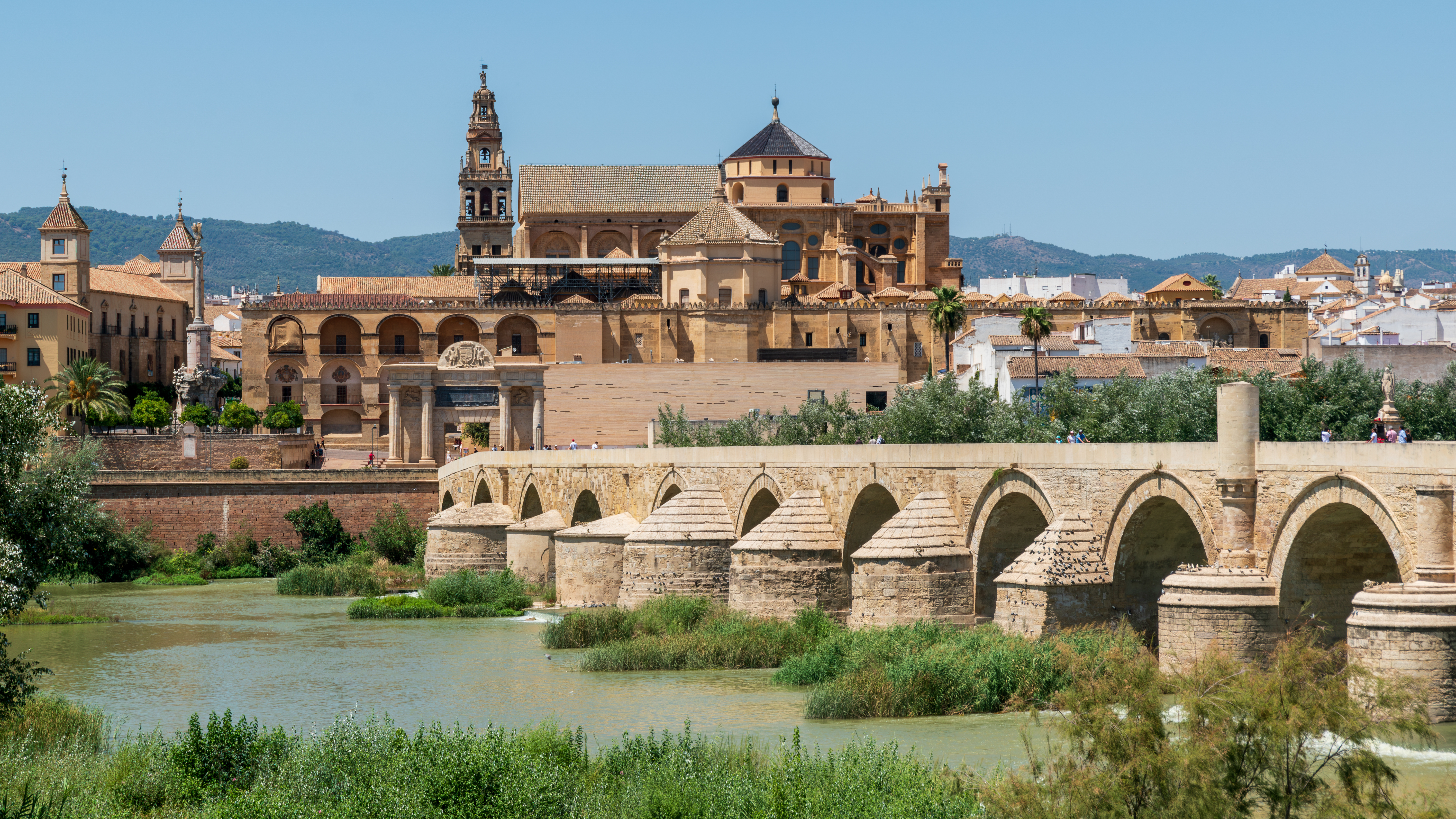
Le centre historique, par delà le Guadalquivir. Après le pont romain de Cordoue se découvrent la mosquée-cathédrale de Cordoue, la porte du Pont (Cordoue) et le palais épiscopal de Cordoue.

Le centre historique est délimité principalement par les rues qui coïncident avec le tracé de l'ancienne muraille, ce qui a grandement préservé le centre historique des extensions urbaines de la fin du XIXe siècle et du début du XXe siècle. Ainsi le périmètre du centre historique est constitué de l'avenue Conde Vallellano, du paseo de la Victoria, de la ronda Tejares et de l'avenue de Ollerías, créant ainsi un anneau d'espace ouvert protégeant la vieille ville.

## Monuments

### Mosquée

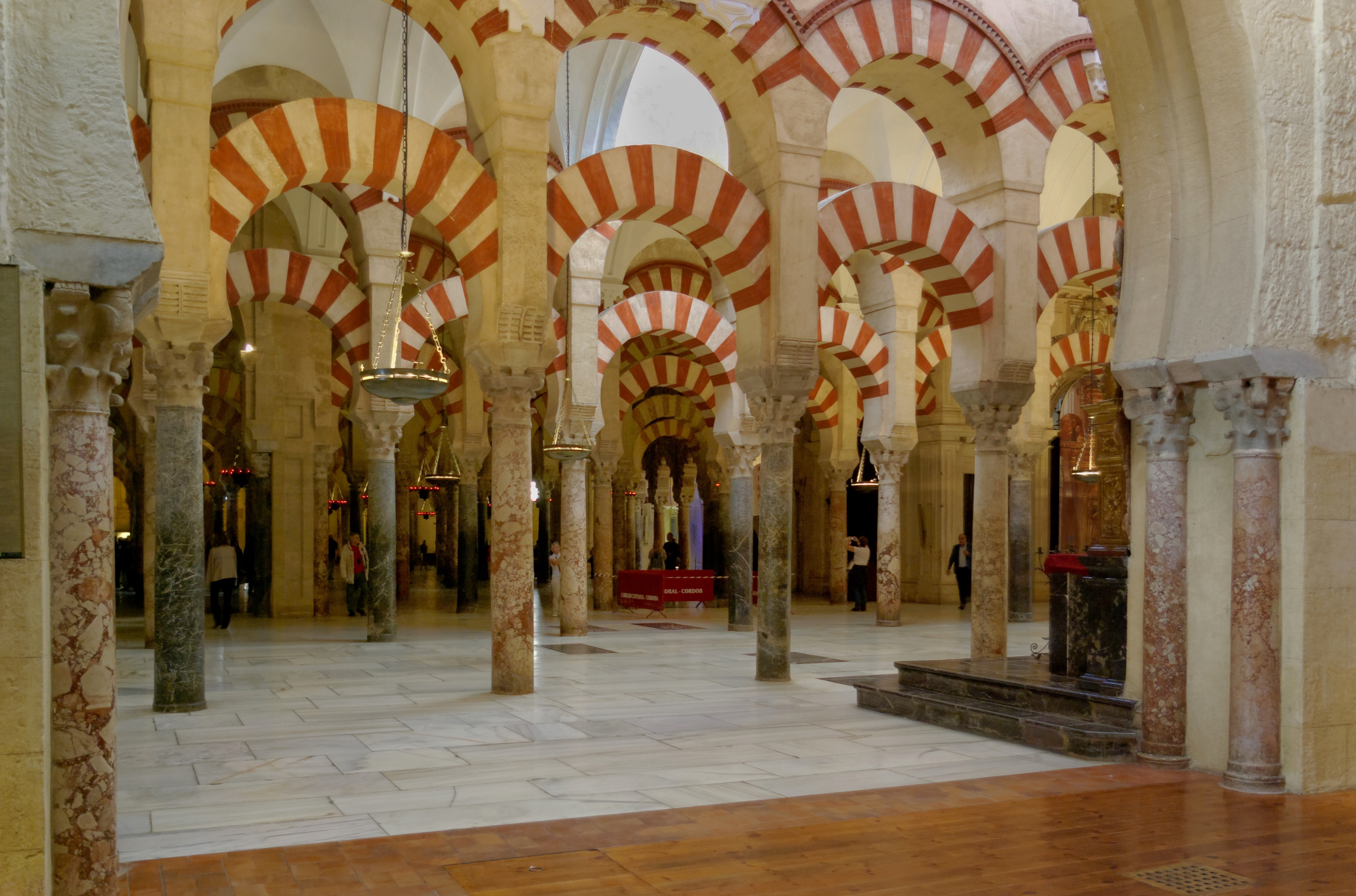
Bois de colonnes de la mosquée.

La vieille mosquée-cathédrale de Cordoue, reconvertie au christianisme au XIIIe siècle sous le nom de cathédrale de Santa María, est considérée comme le monument le plus important, avec l'Alhambra de Grenade, de toute l'architecture andalouse. Elle a été construite à partir du VIIIe siècle sur la basilique Saint-Vincent-Martyr, basilique chrétienne wisigothique. Elle a fait l'objet de plusieurs agrandissements durant le califat de Cordoue. La mosquée est convertie en cathédrale en 1236 après la conquête chrétienne. Plusieurs transformations ont été faites, dont la plus controversée est la transformation en 1523 suivant le style renaissance de la partie centrale de l'ancienne salle de prière. Avec 23 400 m2, la mosquée est la deuxième plus grande mosquée après celle de La Mecque, uniquement dépassée ultérieurement en 1588 par la Mosquée bleue d'Istanbul et en 1993 par la mosquée Hassan-II de Casablanca (23 000 m2).

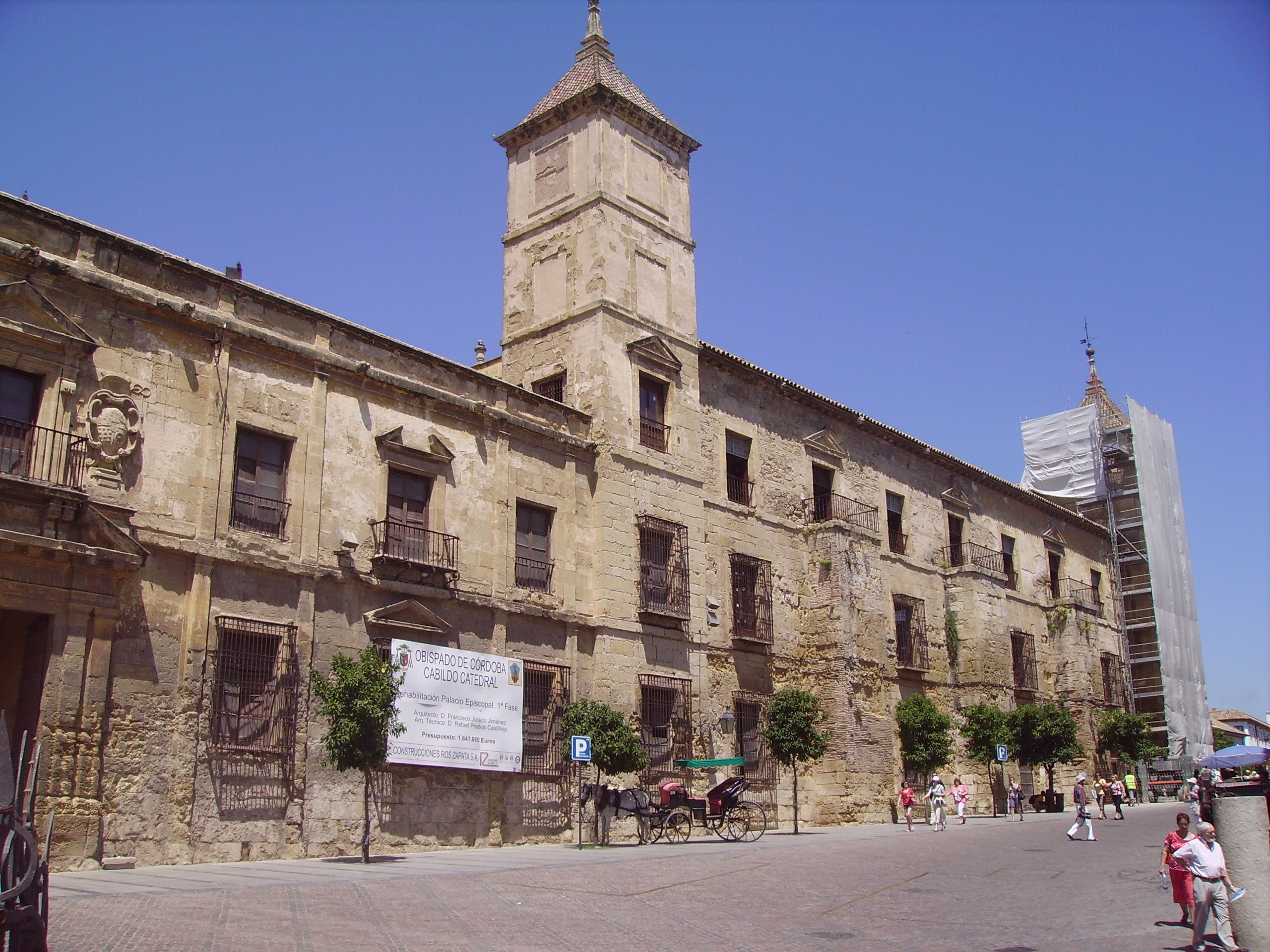
Palais épiscopal.

### Palais épiscopal
Le palais épiscopal de Cordoue est construit sur l'ancien Alcázar califal de Cordoue et fait face à la façade occidentale de la mosquée-cathédrale. Depuis la conquête chrétienne jusqu'à nos jours, il est le siège de l'évêché de Cordoue. Depuis le milieu des années 1980, une partie du bâtiment accueille le musée diocésain des Beaux-Arts. La première transformation importante du palais est faite au XVe siècle, avec une construction de style gothique ogival. En 1745, le palais est victime d'un incendie majeur. Cet incendie majeur fait qu'au cours du XVIIIe siècle et du suivant, ont été ajoutés la façade sur la place del Campo des Saints Martyrs du XVIIe siècle et le patio qui date du XVIIIe siècle.

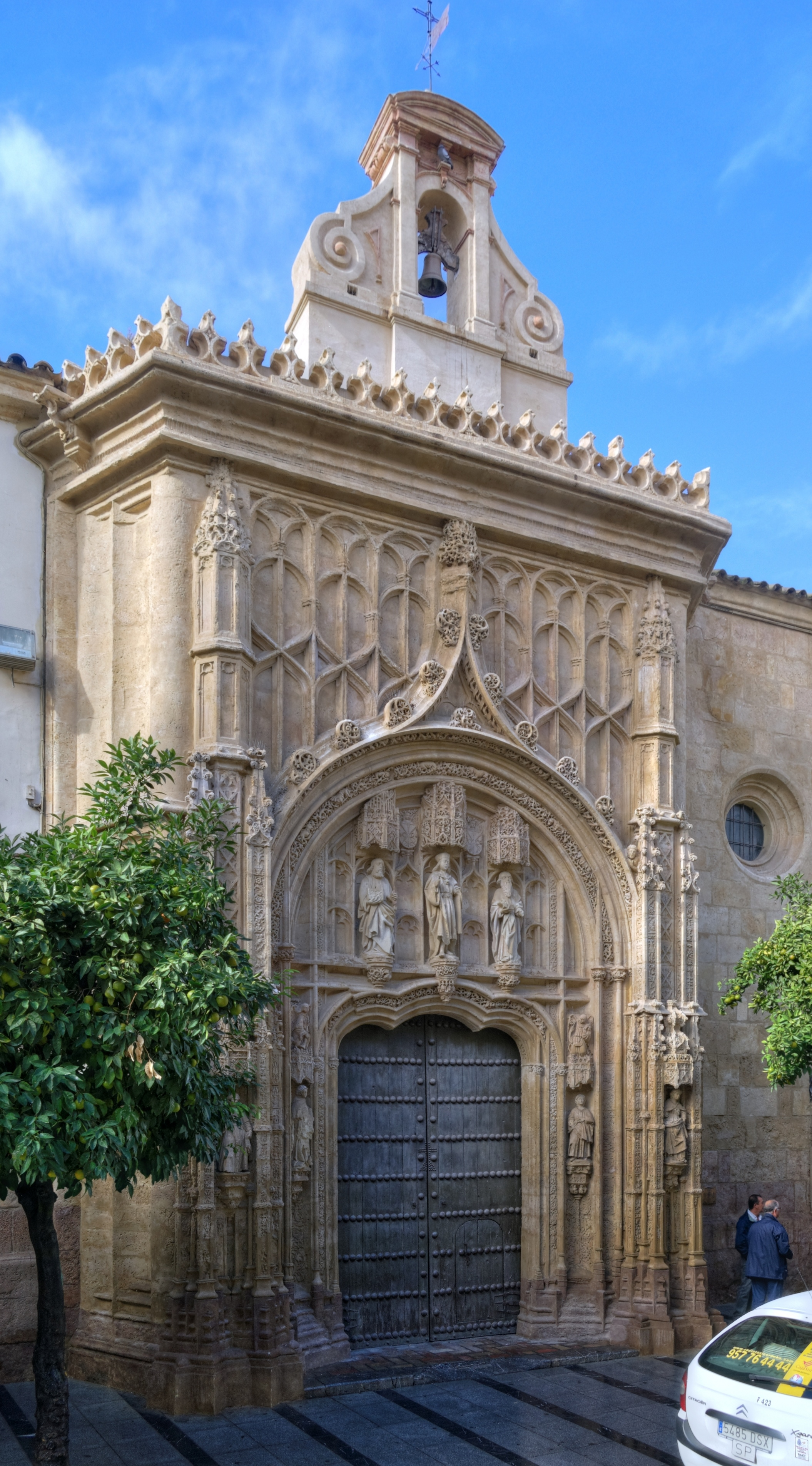
Hôpital de San Sebastián.

### Hôpital de San Sebastián
L'hôpital de San Sebastián (es) a été construit entre 1512 et 1516 par l'architecte Hernán Ruiz le Vieux. Depuis sa fondation, jusqu'à 1724, date de la construction de l'hôpital du cardinal Salazar, l'hôpital de San Sebastián est le plus grand hôpital de Cordoue. En 1816, l'orphelinat de San Jacinto qui était installé dans l'hôpital du même nom, y a été transféré. Le noyau central du bâtiment est constitué du cloître de style mudéjar et la chapelle de style gothique flamboyant, riche en décoration plateresque. Cette dernière est l'œuvre de Hernán Ruiz le Vieux qui a également réalisé la façade en 1514. Ses murs sont faits de pierres et les colonnes de briques avec des arcs en plein cintre surhaussés au rez-de-chaussée et surbaissés au premier étage. Le bâtiment est organisé autour de patios. Il abrite actuellement le palais des congrès et des expositions.

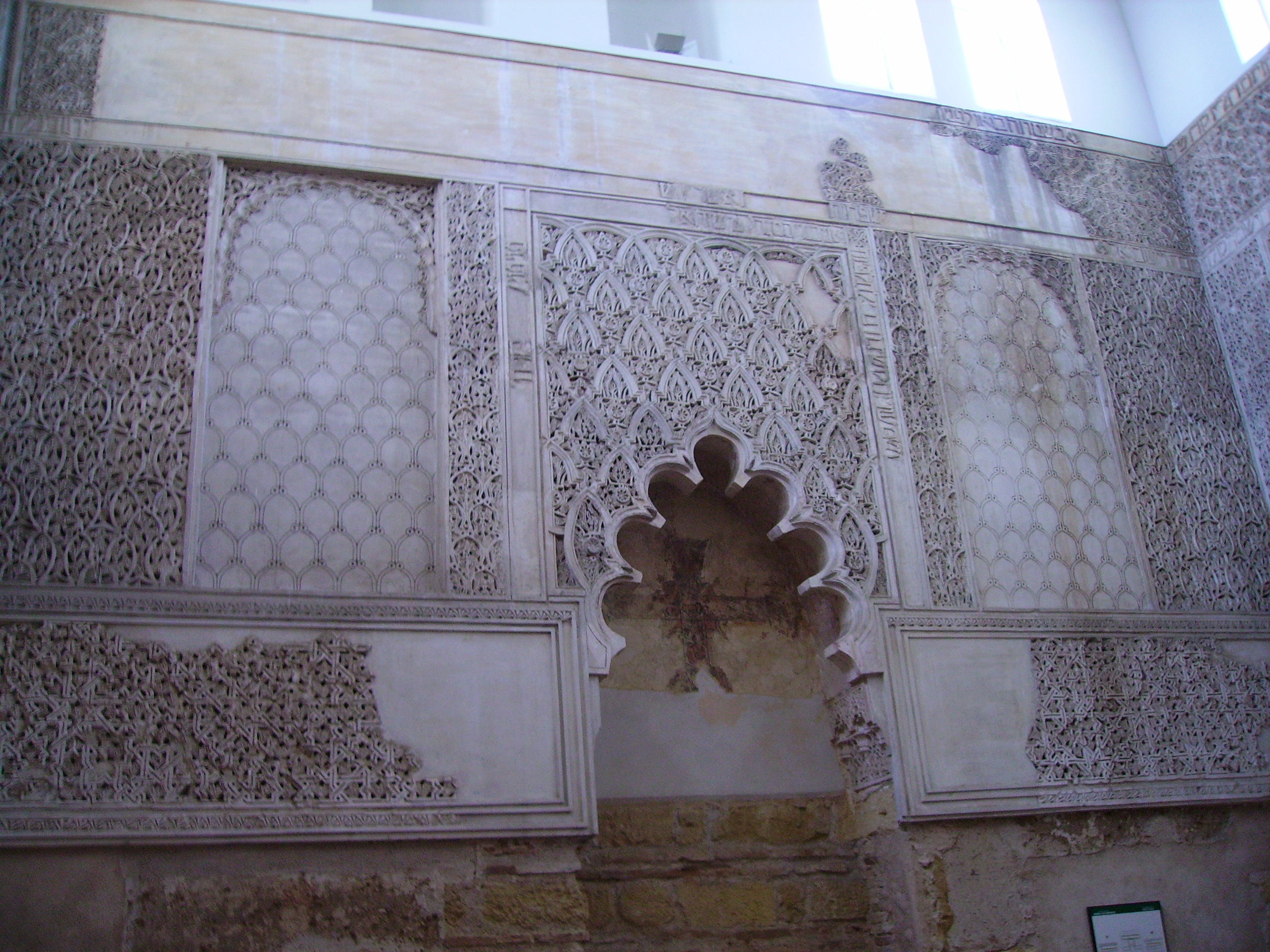
Mur ouest de la synagogue, avec un arc pointu à plusieurs lobes et les restes d'une inscription en hébreu.

### Synagogue
La synagogue de Cordoue est située dans le quartier juif de Cordoue (es) et a été construite en 1315 en style mudéjar. Elle dispose d'un patio accessible depuis la rue qui mène à un vestibule, lui-même menant à la salle de prière. Du côté Est du vestibule, part un escalier qui conduit à la galerie des femmes reliée à la salle de prière par trois balcons décorés d'arcs polylobés. La salle de prière est presque carrée et ses dimensions sont de 6,95 × 6,37 m. Son plafond, d'une hauteur de 6 m, est lambrissé. Du côté Est, se trouve le tabernacle, espace réservé à la Torah, couronné d'un arc de grands lobes, encadré d'un Alfiz. La décoration tout autour est fait d'entrelacs. Le côté à l'opposé du tabernacle présente une petite niche avec des arcs polylobés, où se trouvait le retable de Santa Quiteria.

### Pont romain

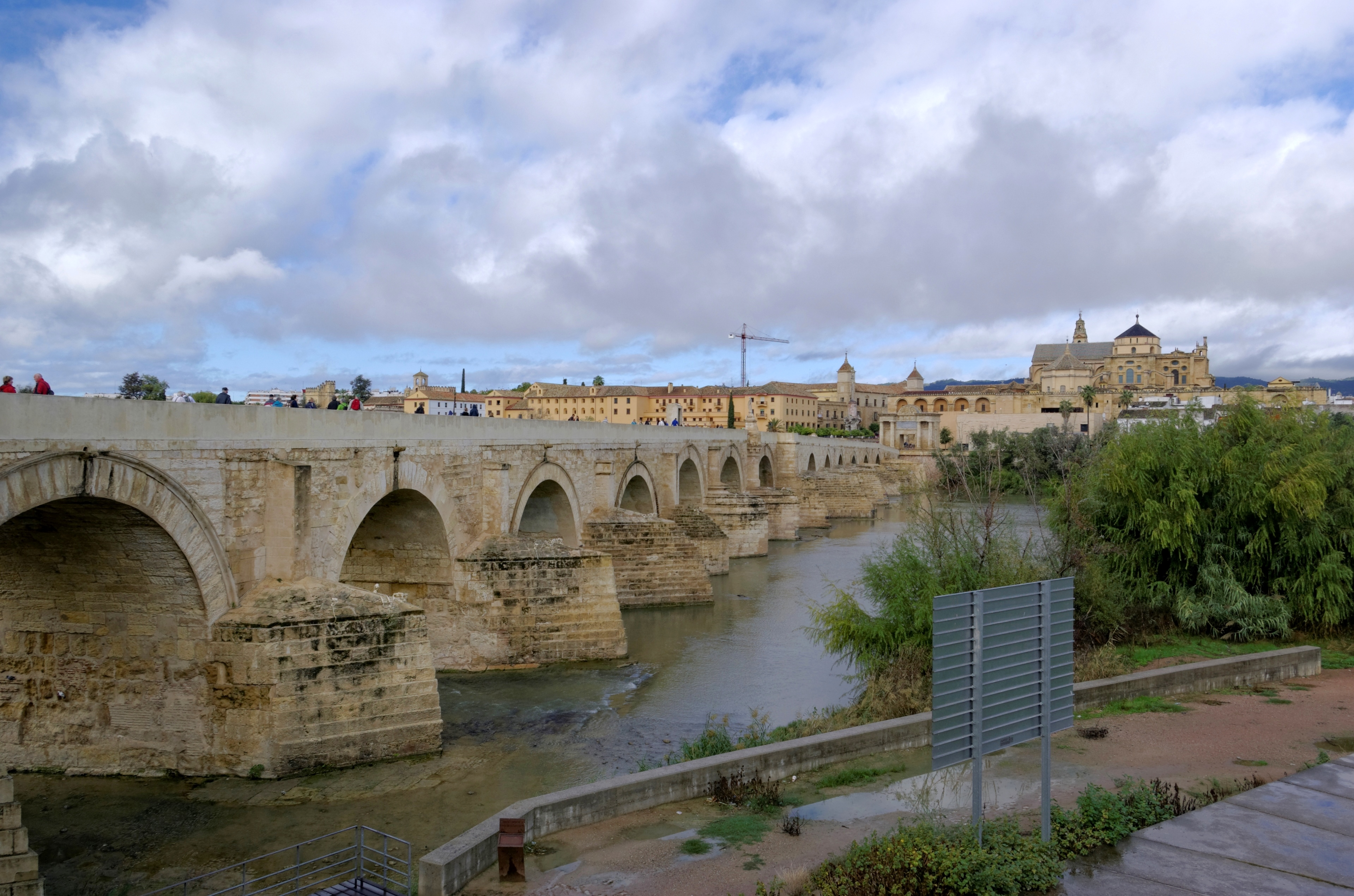
Pont romain. Au fond on peut voir la mosquée et le palais épiscopal.

### Tours

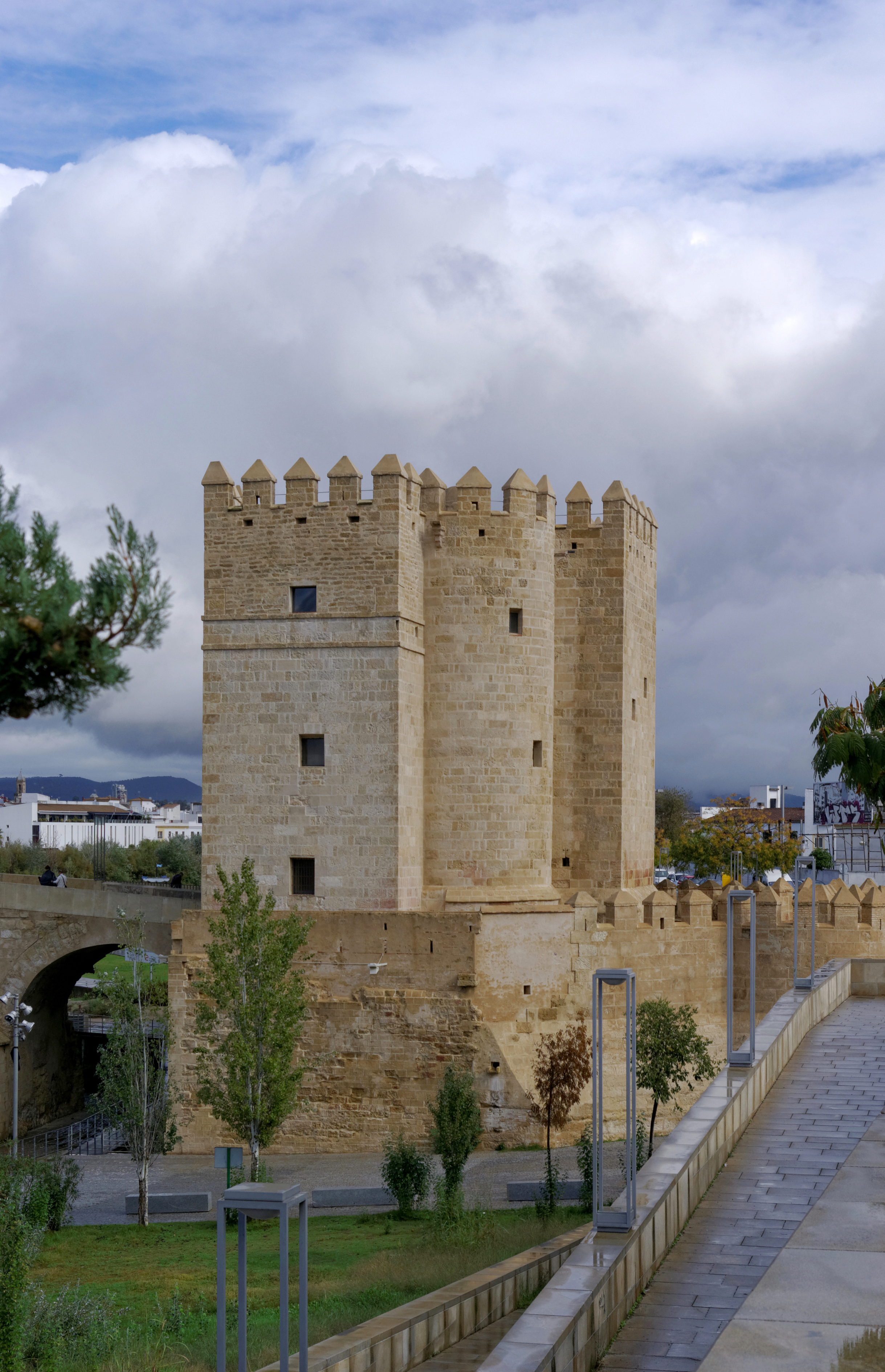
La tour de la Calahorra.

### Moulins du Guadalquivir
Moulins du Guadalquivir à Cordoue

### Bains arabes
- Bains califaux de Cordoue
- Bains arabes de saint Pierre

### Écuries royales
Écuries royales de Cordoue

### Hôpital du cardinal Salazar
Hôpital du cardinal Salazar (es)

## Galerie

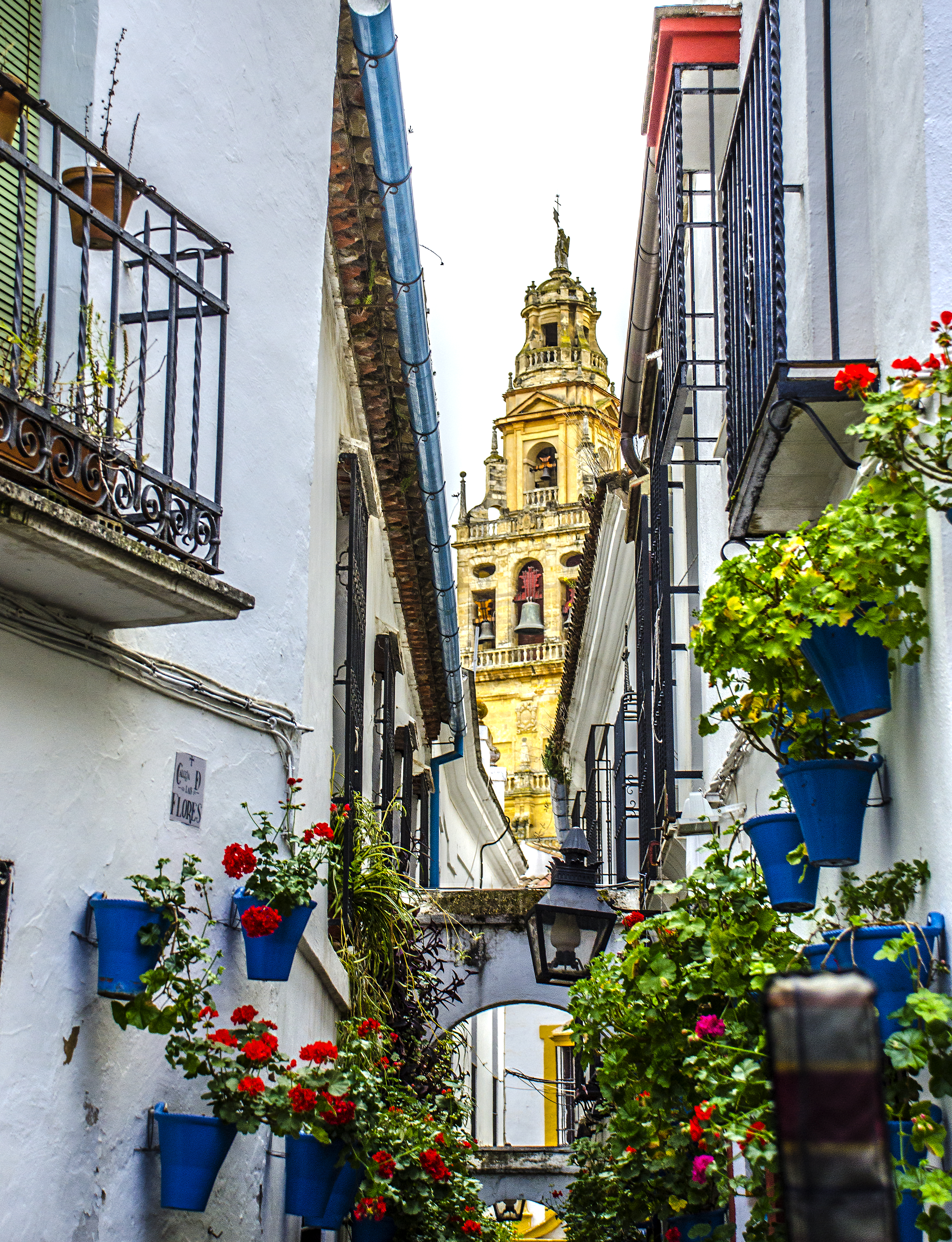
Calleja de las Flores, une des rues les plus populaires et touristiques de la ville.
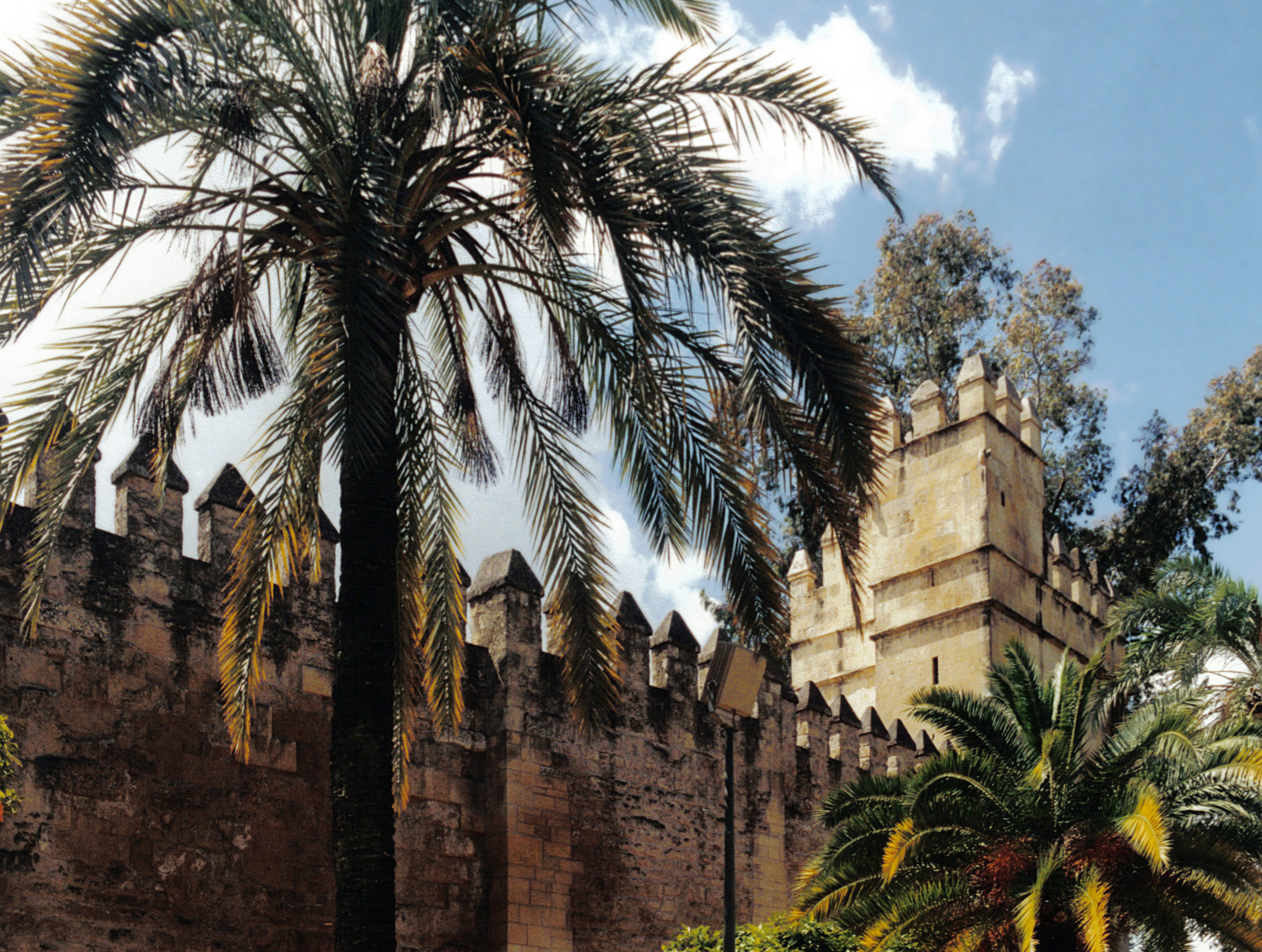
Alcázar des rois chrétiens.
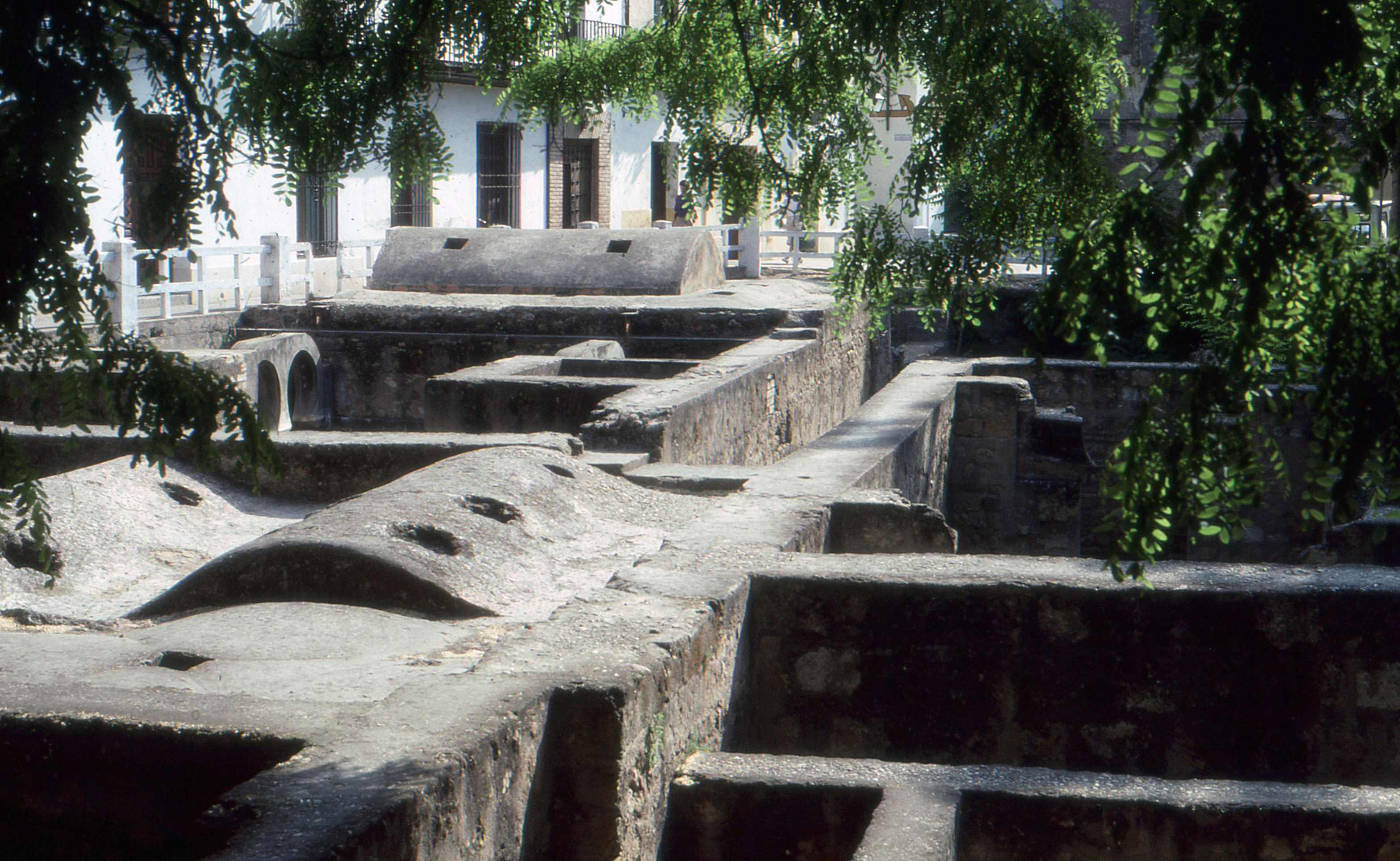
Bains califaux, en usage des Almoravides aux Almohades.
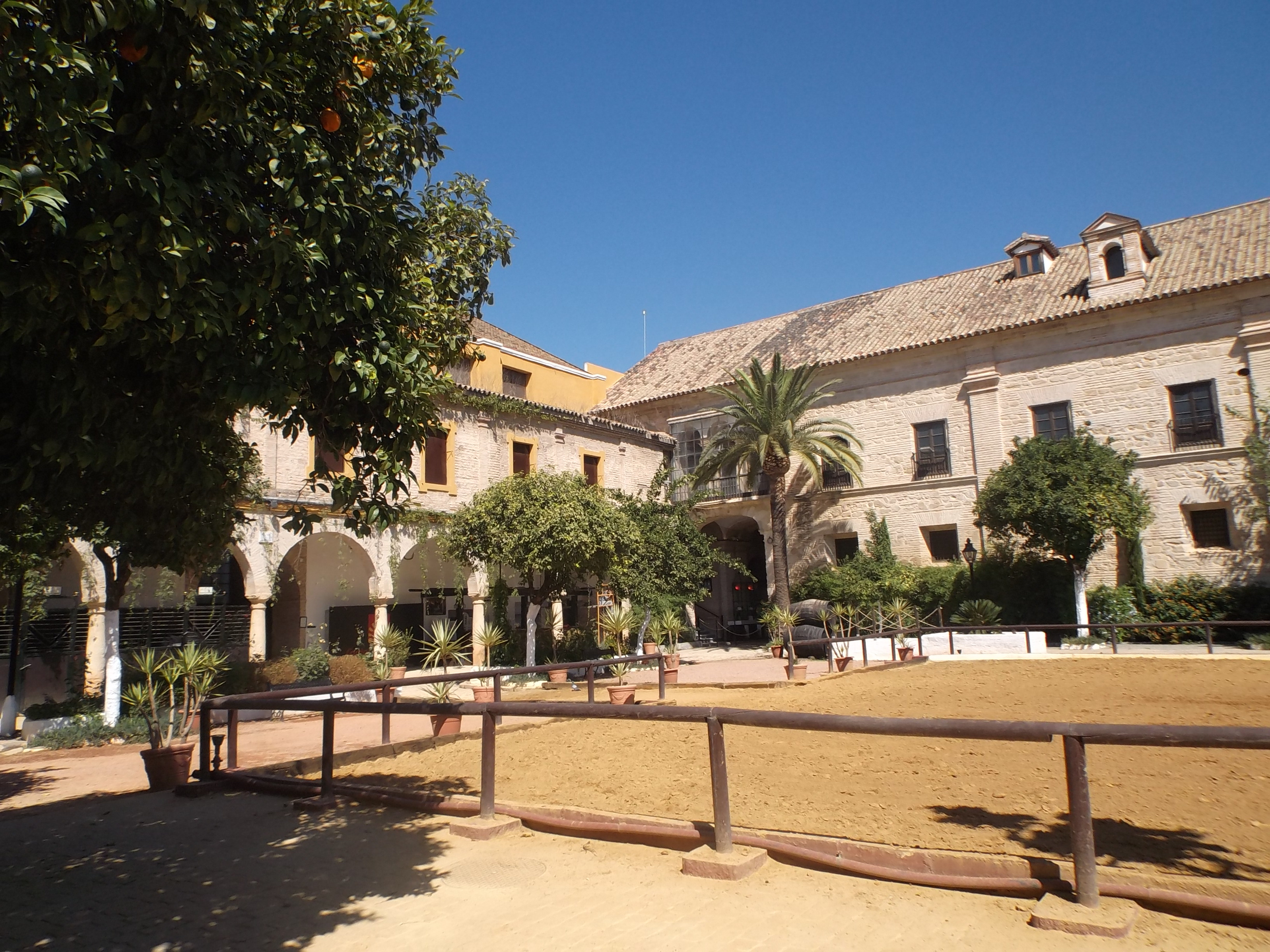
Manège des écuries royales en 2016.
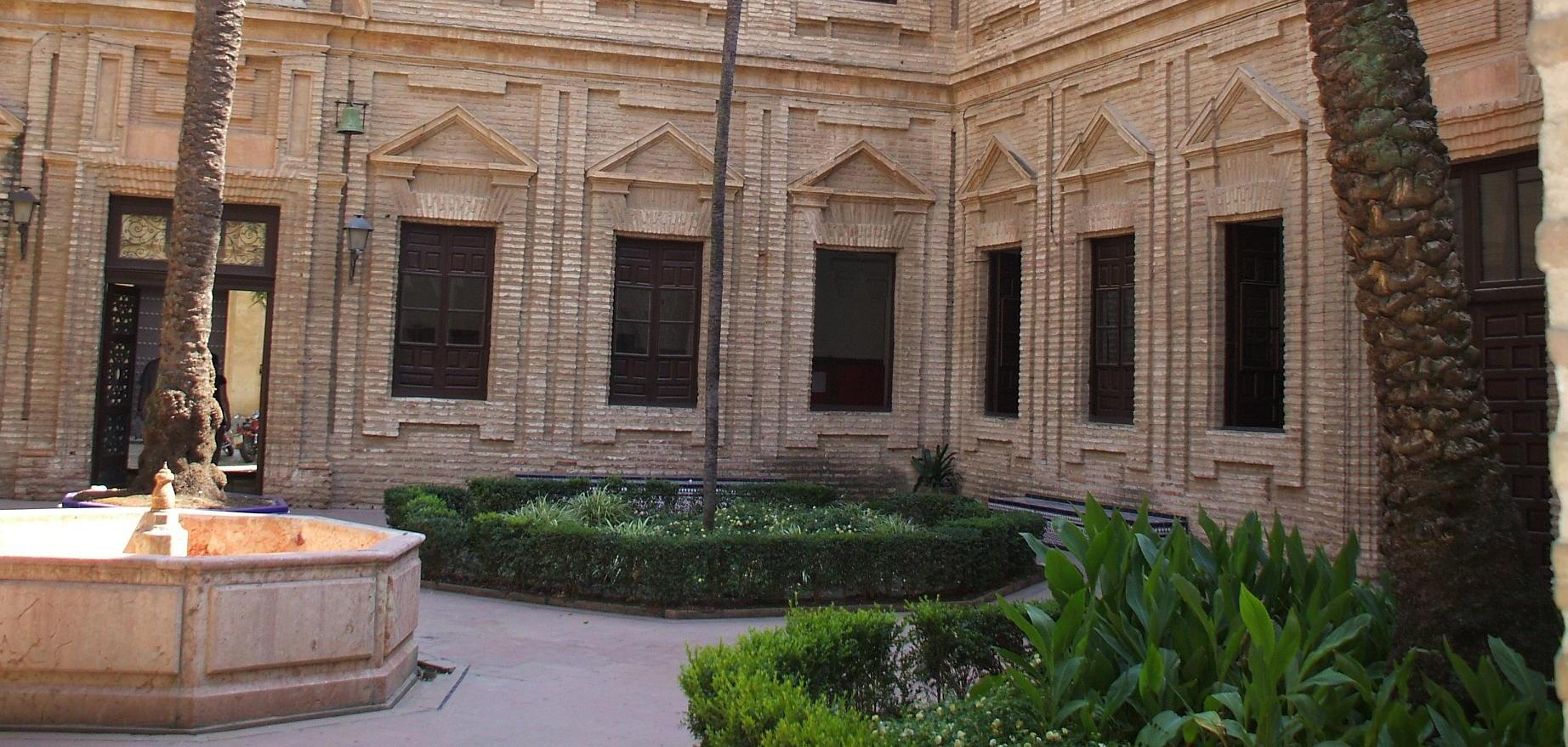
Patio de Philosophie et des Lettres, hôpital du cardinal Salazar.

### Sources
- (es) Cet article est partiellement ou en totalité issu de l’article de Wikipédia en espagnol intitulé « Centro histórico de Córdoba » (voir la liste des auteurs).